# La Atalaya (kulle)
La Atalaya är en kulle i Spanien.   Den ligger i provinsen Provincia de Zaragoza och regionen Aragonien, i den nordöstra delen av landet, 290 km nordost om huvudstaden Madrid. Toppen på La Atalaya är 493 meter över havet.
Terrängen runt La Atalaya är huvudsakligen platt, men norrut är den kuperad. Runt La Atalaya är det glesbefolkat, med 9 invånare per kvadratkilometer. Närmaste större samhälle är Ejea de los Caballeros, 18,9 km sydost om La Atalaya. Trakten runt La Atalaya består till största delen av jordbruksmark.